# Павія Тауншип (округ Бедфорд, Пенсільванія)
Павія Тауншип (англ. Pavia Township) — селище (англ. township) в США, в окрузі Бедфорд штату Пенсільванія. Населення — 286 осіб (2020).

## Демографія
Згідно з переписом 2010 року, у селищі мешкало 295 осіб у 120 домогосподарствах у складі 93 родин. Було 180 помешкань
Расовий склад населення:
| - 98,3 % — білих - 0,7 % — чорних або афроамериканців |

До двох чи більше рас належало 1,0 %. Частка іспаномовних становила 0,0 % від усіх жителів.
За віковим діапазоном населення розподілялося таким чином: 20,3 % — особи молодші 18 років, 63,1 % — особи у віці 18—64 років, 16,6 % — особи у віці 65 років та старші. Медіана віку мешканця становила 41,5 року. На 100 осіб жіночої статі у селищі припадало 100,7 чоловіків;  на 100 жінок у віці від 18 років та старших — 102,6 чоловіків також старших 18 років.
Середній дохід на одне домашнє господарство  становив 50 558 доларів США (медіана — 44 375), а середній дохід на одну сім'ю — 57 938 доларів (медіана — 50 781). Медіана доходів становила 33 438 доларів для чоловіків та 40 000 доларів для жінок. За межею бідності перебувало 5,2 % осіб, у тому числі 15,2 % дітей у віці до 18 років та 0,0 % осіб у віці 65 років та старших.
Цивільне працевлаштоване населення становило 104 особи. Основні галузі зайнятості: виробництво — 19,2 %, освіта, охорона здоров'я та соціальна допомога — 19,2 %, роздрібна торгівля — 11,5 %, публічна адміністрація — 7,7 %.